# 1048

## Události
- 30. ledna – vesničané z okolí dnešního Baden-Badenu si zvolili svého vlastního kněze proti vůli místního biskupa.
- 16. července – papež Benedikt IX. byl vytlačen z Říma, čímž byl ukončen jeho třetí a poslední pontifikát.
- 17. července – Damasus II. nastoupil po Benediktu IX. jako 151. papež.
- 10. nebo 18. září – Bitva u Kapetrou: Seldžukové porazili spojené síly Byzantinců a Gruzínců.
- Neúspěšný byzantský pokus dobýt zpět Maltu.
- Založeno norské město Oslo Haraldem Hardrådeem Norským.
- Založen Řád svatého Lazara.
- První písemná zmínka o vesnici Blučina.

## Narození
- 18. května – Omar Chajjám, perský básník, astronom, matematik a filozof († 4. prosince 1131)
- 25. května – Šen-cung (Sung), čínský císař († 1. dubna 1085)
- ? – Alexios I. Komnénos, byzantský císař († 15. srpna 1118)

## Úmrtí
- 9. srpna – Damasus II., papež (* ?)
- 13. prosince – Aliboron, perský astrolog, astronom, filozof, lékař, matematik, historik, kartograf a cestovatel (* 973)
- Řehoř VI., papež (* ?)

## Hlavy států
- České knížectví – Břetislav I.
- Papež – Benedikt IX. / Damasus II.
- Svatá říše římská – Jindřich III. Černý
- Anglické království – Eduard III. Vyznavač
- Aragonské království – Ramiro I.
- Barcelonské hrabství – Ramon Berenguer I. Starý
- Burgundské království – Rudolf III.
- Byzantská říše – Konstantin IX. Monomachos
- Dánské království – Sven II. Estridsen
- Francouzské království – Jindřich I.
- Kyjevská Rus – Jaroslav Moudrý
- Kastilské království – Ferdinand I. Veliký
- Leonské království – Ferdinand I. Veliký
- Navarrské království – García V. Sánchez
- Norské království – Harald III. Hardrada
- Polské knížectví – Kazimír I. Obnovitel
- Skotské království – Macbeth I.
- Švédské království – Jakob Anund
- Uherské království – Ondřej I.